# 糖節菱孢
甘蔗節菱孢菌（學名：[Arthrinium sacchari] 错误：{{Lang}}：文本有斜体标记（帮助））是一種梨孢假殼科 色孢子節菱孢菌屬的霉菌，於1965年由M.B. Ellis發現。這種真菌會令甘蔗變紅，而且會產生毒素，影響人體的神經系統，過度食用可致命。